# 延譽
延誉（1841年—？），字试廷，号桂山，马佳氏，满洲镶黄旗人。同治甲子举人，戊辰进士。

## 生平
钦点刑部主事浙江司行走，学习期满后归班，改知县，钦加四品銜，赏戴花翎，任湖南沣州、安福县知县。
其诗作录入正蓝旗汉军进士胡俊章辑《春明诗课汇选》。

## 家庭成员
- 始祖馬穆敦；
- 曾祖富楞額；
- 祖父依綿阿；
- 父熙德，税务监督；
- 妻子爱新觉罗氏，盛京宗室巴克勤布女；
- 堂妹马佳氏，同治辛未进士良弼嫡妻；
- 从堂伯祖昇寅，嘉庆庚申举人，工部尚书，谥勤直；
- 从堂伯寶珣，道光辛丑进士，盛京将军，兵部左侍郎；
- 从堂兄紹祺，咸丰丙辰进士，理藩院尚书；
- 从堂侄爱興阿，光绪乙未进士，四川安县知县。[1]